# Felix Kuppert
Karl Felix Kuppert (* 22. Mai 1873 in Bautzen; † 12. November 1928 in Dresden) war ein deutscher Jurist und Amtshauptmann.

## Leben und Wirken
Er war der Sohn von Carl Gustav Theodor Kuppert und stammte aus der Oberlausitz. Nach Schulbesuch, Studium der Rechtswissenschaften und Promotion zum Dr. jur. trat er in den öffentlichen Dienst als Regierungsrat ein. Am 1. August 1895 schloss er seine Promotion an der juristischen Fakultät der Universität Heidelberg ab. Im darauffolgenden Monat wurde er für den Vorbereitungsdienst zugelassen und kam als Referendar an das Amtsgericht Bautzen. 1898 war er am Amtsgericht Pausa und dort auch für die amtsanwaltschaftlichen Geschäfte verantwortlich. Im darauffolgenden Jahr kam er an die Staatsanwaltschaft des Landgerichts Dresden.
Später war er bis Ende April 1901 Hilfsrichter am Amtsgericht Dresden und wurde dann zum Bezirksassessor in der Amtshauptmannschaft Oelsnitz ernannt. Als juristischer Hilfsarbeiter war er 1906 in der Amtshauptmannschaft Dippoldiswalde im Regierungsbezirk Dresden. 1912 war er als Oberleutnant der Infanterie (Patent vom 21. Mai 1907) in der Reserve des Infanterie-Regiments 179.
1918 wurde er, nachdem er Oberregierungsrat und Hilfsarbeiter im Ministerium des Innern gewesen war, Amtshauptmann in der Amtshauptmannschaft Marienberg. 1921 wurde Friedrich Nitzsche sein Amtsnachfolger. Im Anschluss war er als Oberregierungsrat in Dresden tätig, wo er im Alter von 55 Jahren 1928 starb.